# 强堆乡
强堆乡（藏語：བྱང་སྟོད་），是中华人民共和国西藏自治区日喀则市白朗县下辖的一个乡镇级行政单位。

## 行政区划
强堆乡下辖以下地区：
扎西普村、亚龙村、夏吉村、当嘎村、杰白村、白岗村和吉定村。